# 南圣若泽
南圣若泽是巴西南大河州的一个市镇。总面积60.106平方公里，总人口1899人，人口密度31.6人/平方公里。